# Adolph Maetzke
Adolph Maetzke (* ca. 1799/1800; † im 19. Jahrhundert) war ein deutscher Beamter und Politiker.

## Leben
Maetzke wurde 1817 Supernumerarius im preußischen Innenministerium und Büroassisstent. 1820 wurde er Geheimer Sekretär in der Kalkulatur und 1821 Geheimer Kalkulator in der Geheimen Kalkulatur für die inneren Verwaltungsgegenstände, die Polizei und die landwirtschaftlichen Angelegenheiten im Ministerium des Inneren. 1830 war er Central-Dirigent der Geheimen Kalkulatur des Ministeriums, wo er 1831 zum Rechnungsrat und 1836 zum Regierungsrat ernannt wurde. 1837 wurde er zum Vortragenden Rat in der I. und IV. Abteilung mit dem Titel eines Geheimen Regierungsrates befördert. 1840 wurde er Geheimer Oberregierungsrat und ab 1843 zugleich Mitglied des Landesökonomiekollegiums.
Maetzke war evangelisch und verheiratet.

## Politik
Nach der Märzrevolution war er 1848 für den Wahlkreis Teltow Mitglied der Preußischen Nationalversammlung. 1849 bis 1852 war er Mitglied der I. preußischen Kammer. 1850 gehörte er dem Volkshaus des Erfurter Unionsparlaments an und war dort Quästor.